# CCTV央视文化精品频道
中国中央电视台央视文化精品频道（原名中国中央电视台央视精品频道）开播于2005年1月1日，是中国中央电视台强力打造的集成央视精品节目的专业付费频道。在“央视精华、幸福全家”主打理念的带动下，央视文化精品频道不断地奉献给观众精彩不断的电视大餐。
北京时间2020年1月1日4:00，本频道与央视其余12套付费频道的高清版本正式上星播出；标清版本至同年6月29日4:00停播。